# Punta Galea
Punta Galea är en udde i Spanien.   Den ligger i provinsen Bizkaia och regionen Baskien, i den norra delen av landet, 300 km norr om huvudstaden Madrid.
Terrängen inåt land är kuperad åt sydväst, men österut är den platt. Havet är nära Punta Galea åt nordväst.Runt Punta Galea är det tätbefolkat, med 511 invånare per kvadratkilometer. Närmaste större samhälle är Bilbao, 15,2 km sydost om Punta Galea. Omgivningarna runt Punta Galea är en mosaik av jordbruksmark och naturlig växtlighet.